# Paul Berndt (Vizeadmiral)
Paul Berndt (* 21. März 1879 in Groß-Horst in Pommern; † 10. September 1941 in Ortwig im Oderbruch) war ein deutscher Marineingenieur-Offizier, zuletzt im Dienstgrad eines charakterisierten Vizeadmirals der Reichsmarine. Er war einer der wenigen deutschen Marineingenieur-Offiziere, der diesen Dienstgrad erreichte.

## Karriere
Berndt trat am 1. Oktober 1897 als Maschinistenapplikant in die II. Werftdivision der Kaiserlichen Marine ein. Bis 1905 durchlief er verschiedene Stationen an der Ingenieur- und Deckoffizierschule in Wilhelmshaven und in Bordkommandos auf Schiffen der Hochseeflotte sowie auf Torpedobooten. Es folgten eine Verwendung auf dem Linienschiff Wettin von 1905 bis 1906 sowie weitere Lehrgänge an der Ingenieur- und Deckoffizierschule von 1906 bis zum 30. September 1908, die von einem Bordkommando als Wachingenieur der 2. Torpedo-Division unterbrochen wurden. Die Beförderungen in dieser Zeit waren: Maschinist (1. April 1905), Marineingenieuraspirant (27. September 1906) und Marineingenieuroberaspirant (1. Oktober 1907).
Am 1. Oktober 1908 wurde Berndt zur 2. Torpedo-Division versetzt, wo er ab dem 2. November als Leitender Ingenieur auf verschiedenen Booten der Division eingesetzt wurde. Die Beförderung zum Marineingenieur im Range eines Leutnants zur See erfolgte am 10. November 1908.
Vom 1. Oktober 1911 bis zum 31. März 1912 tat Berndt Dienst als Kompanieoffizier in der II. Werftdivision und reiste anschließend bis Juni 1912 nach Ostasien, um dort zwei Jahre die Position des Leitenden Ingenieurs auf dem Kanonenboot Iltis zu bekleiden. In dieser Zeit erfolgte am 22. März 1913 die Beförderung zum Marineoberingenieur im Range eines Oberleutnants zur See. Unmittelbar vor Ausbruch des Ersten Weltkriegs kehrte Berndt nach Deutschland zurück und war nach Kriegsausbruch kurzzeitig auf dem Kleinen Kreuzer Breslau tätig, bevor er im September 1914 als Flottillen-Ingenieur zur Türkischen Torpedobootflottille nach Istanbul kommandiert wurde. Dort war er bis Kriegsende tätig und wurde am 26. April 1917 zum Marinestabsingenieur im Range eines Kapitänleutnants befördert.
Nach Kriegsende wurde Berndt bis zum Januar 1921 zur Disposition gestellt. Trotzdem erfolgte in dieser Zeit am 18. Oktober 1919 noch die Beförderung zum Kapitänleutnant (Ing.). Von Januar 1921 bis zum 8. September 1923 gehörte Berndt zur Küstenverteidigungsabteilung der Marineleitung und wurde am 1. Juli 1921 zum Korvettenkapitän (Ing.) befördert. Danach folgte eine Verwendung als Inspektionsingenieur der Ausbildungsabteilung in der Reichsmarine bis zum 30. September 1924. In diese Zeit fiel die Beförderung zum Fregattenkapitän (Ing.) am 1. Juni 1924. Es folgte eine einjährige Dienstzeit als Stationsingenieur der Marinestation der Ostsee und anschließend war Berndt bis zum 25. September 1927 Flotteningenieur im Flottenkommando der Marineleitung. Am 1. November 1925 wurde er zum Kapitän zur See (Ing.) befördert. Bis zum 31. Dezember 1927 stand Berndt zur Verfügung der Marineleitung und übernahm danach die Position des Ingenieuroffiziers im Stab der Marineleitung. Gleichzeitig war er auch Chef der Militärischen Abteilung für Schiffsmaschinenbetrieb. In diese Dienstzeit fiel seine Beförderung zum Konteradmiral (Ing.) am 1. Januar 1928. Am 28. September 1933 wurde Berndt pensioniert, wobei ihm am 30. September noch der Charakter eines Vizeadmirals (Ing.) verliehen wurde.

## Auszeichnungen
Während des Ersten Weltkriegs:
- Eisernes Kreuz, 2. Klasse (EK II)
- Eisernes Kreuz, 1. Klasse (EK I)